# Antônio Eliseu Zuqueto
Antônio Eliseu Zuqueto OFMCap (* 29. April 1928 in Resplendor; † 23. August 2016) war ein brasilianischer Ordensgeistlicher und römisch-katholischer Bischof von Teixeira de Freitas-Caravelas.

## Leben
Antônio Eliseu Zuqueto trat der Ordensgemeinschaft der Kapuziner bei und empfing am 19. März 1955 die Priesterweihe.
Papst Johannes Paul II. ernannte ihn am 14. März 1980 zum Weihbischof in Teófilo Otoni und Titularbischof von Tela. Der Apostolische Nuntius in Brasilien Carmine Rocco weihte ihn am 8. Juni desselben Jahres zum Bischof; Mitkonsekratoren waren Quirino Adolfo Schmitz OFM, Bischof von Teófilo Otoni, und Guglielmo Giaquinta, Bischof von Governador Valadares.
Am 18. April 1983 wurde er zum Bischof von Teixeira de Freitas-Caravelas ernannt. Am 15. Juni 2005 nahm Papst Benedikt XVI. seinen altersbedingten Rücktritt an.